# ديفيد كرامر (ملحن)
ديفيد كرامر (بالإنجليزية: David Kramer)‏ هو كاتب أغاني ومغني وملحن جنوب أفريقي، ولد في 27 يونيو 1951 في وورسيستر في جنوب أفريقيا.

## وصلات خارجية
- الموقع الرسمي
- ديفيد كرامر على موقع IMDb (الإنجليزية)
- ديفيد كرامر على موقع ميوزك برينز (الإنجليزية)
- ديفيد كرامر على موقع قاعدة بيانات برودواي على الإنترنت (الإنجليزية)
- ديفيد كرامر على موقع ديسكوغز (الإنجليزية)